# Centre historique de Mexico
Le centre historique de Mexico est la partie à partir de laquelle cette ville s'est développée. 
En 1987, l'Unesco l'inscrit au patrimoine culturel de l'humanité.
Le centre historique était aménagé avant l'arrivée des conquistadors en Amérique : c'est là où se trouvait l'ancienne cité aztèque de Tenochtitlan, détruite en bonne partie par les Espagnols, et où la capitale de la Nouvelle-Espagne fut érigée.

## Genèse
Le centre historique de Mexico est le nom donné à la zone de monuments historiques (1 436 édifices) de 9,1 km2 déclarée par le décret présidentiel daté du 9 avril 1980 et publié le surlendemain dans le Diario Oficial de la Federación,. Ce décret définit deux secteurs : le secteur A, de 3,2 km2, qui était couvert par la capitale du vice-royaume de la Nouvelle Espagne; le secteur B, de 5,9 km2, XIXe siècle. Il est délimité par le Paseo de la Reforma, à l'ouest ; la rue Bartolomé de las Casas, au nord ; la rue Anfora, à l'est ; et la rue José Maria Izazaga, au sud.
Dès le début, le centre historique fut le point de départ des quatre voies principales de l'ancienne Tenochtitlan, qui ont de nos jours conservé leur tracé et leur utilité dans le Mexico moderne[réf. nécessaire]. Les quatre routes ouvertes dans ce qu'on appelle maintenant le centre historique furent :
- la route Tenayuca, l'actuelle Calzada Vallejo, qui mène au nord ;
- la route Tlacopan, l'actuelle México-Tacuba, qui mène à l'est ;
- la route Iztapalapa, l'actuelle Tlalpan, qui mène au sud ;
- la route Tepeyac, l'actuelle Calzada de los Misterios, qui mène à l'est.

Le centre historique est le vieux centre de la ville coloniale et du XIXe siècle. 
Il se compose de 668 îlots qui comptent environ 1 500 édifices classés à valeur artistique ou historique : bâtiments religieux, civils, hospitaliers ou administratifs, centres de soins, établissements d'enseignement, centres culturels et immeubles d'habitation du XVIe au XXe siècle

Panorama de Mexico (L'Illustration, 1862)

.

## Édifices historiques

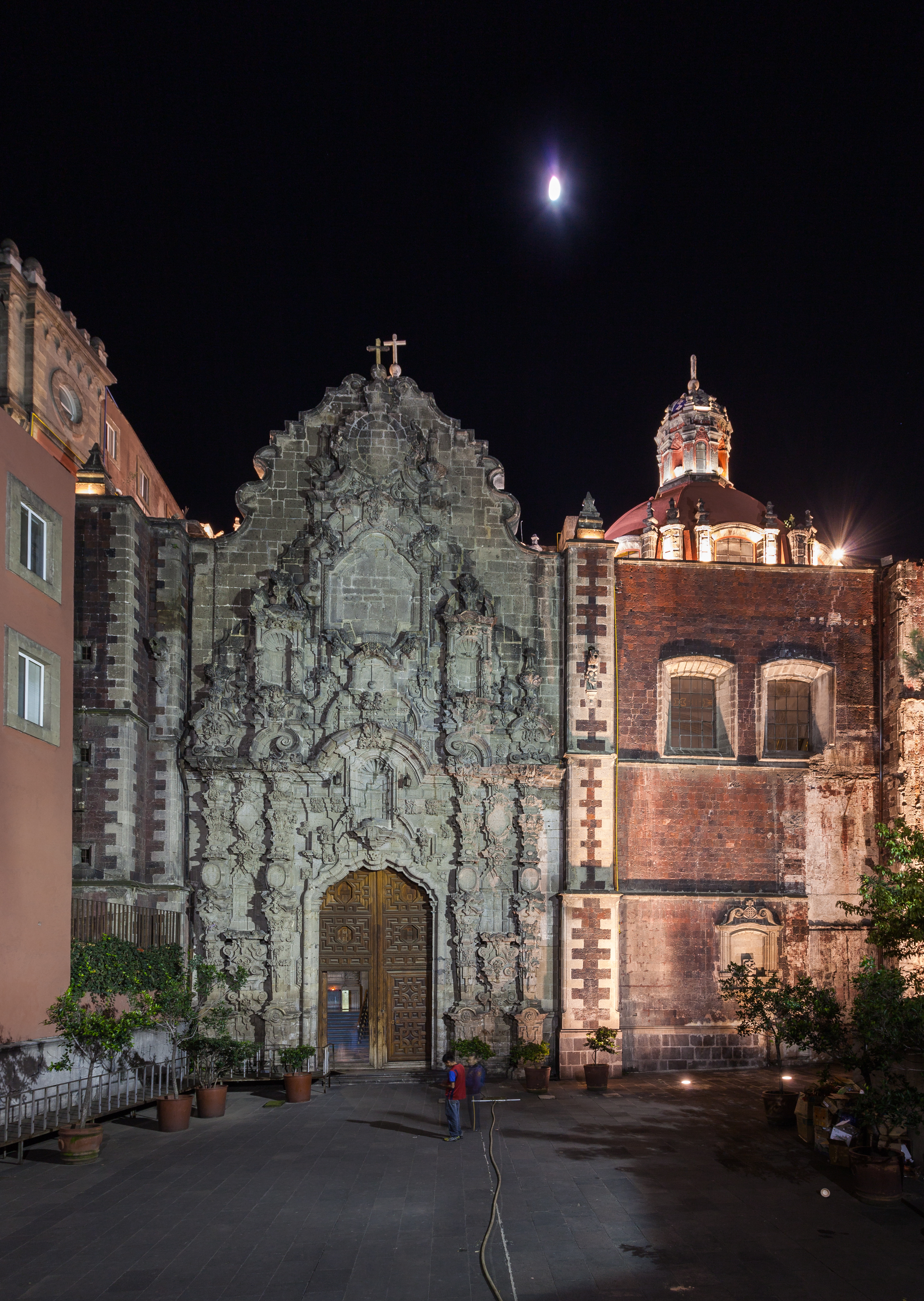
Église San Francisco

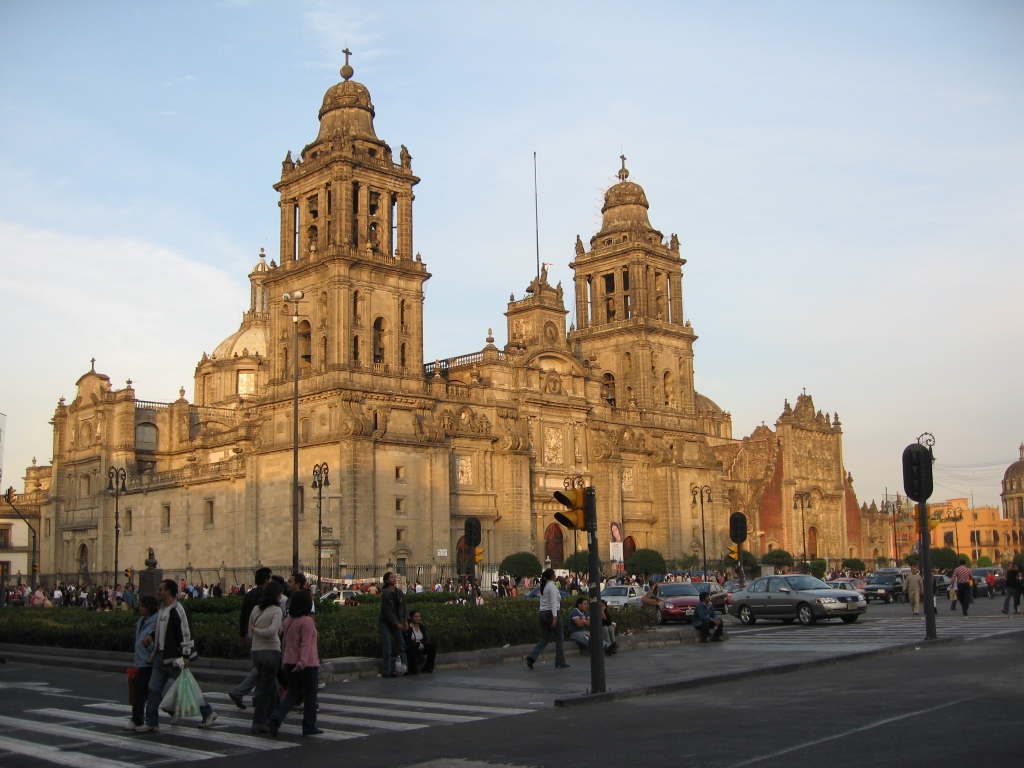
Cathédrale métropolitaine de Mexico

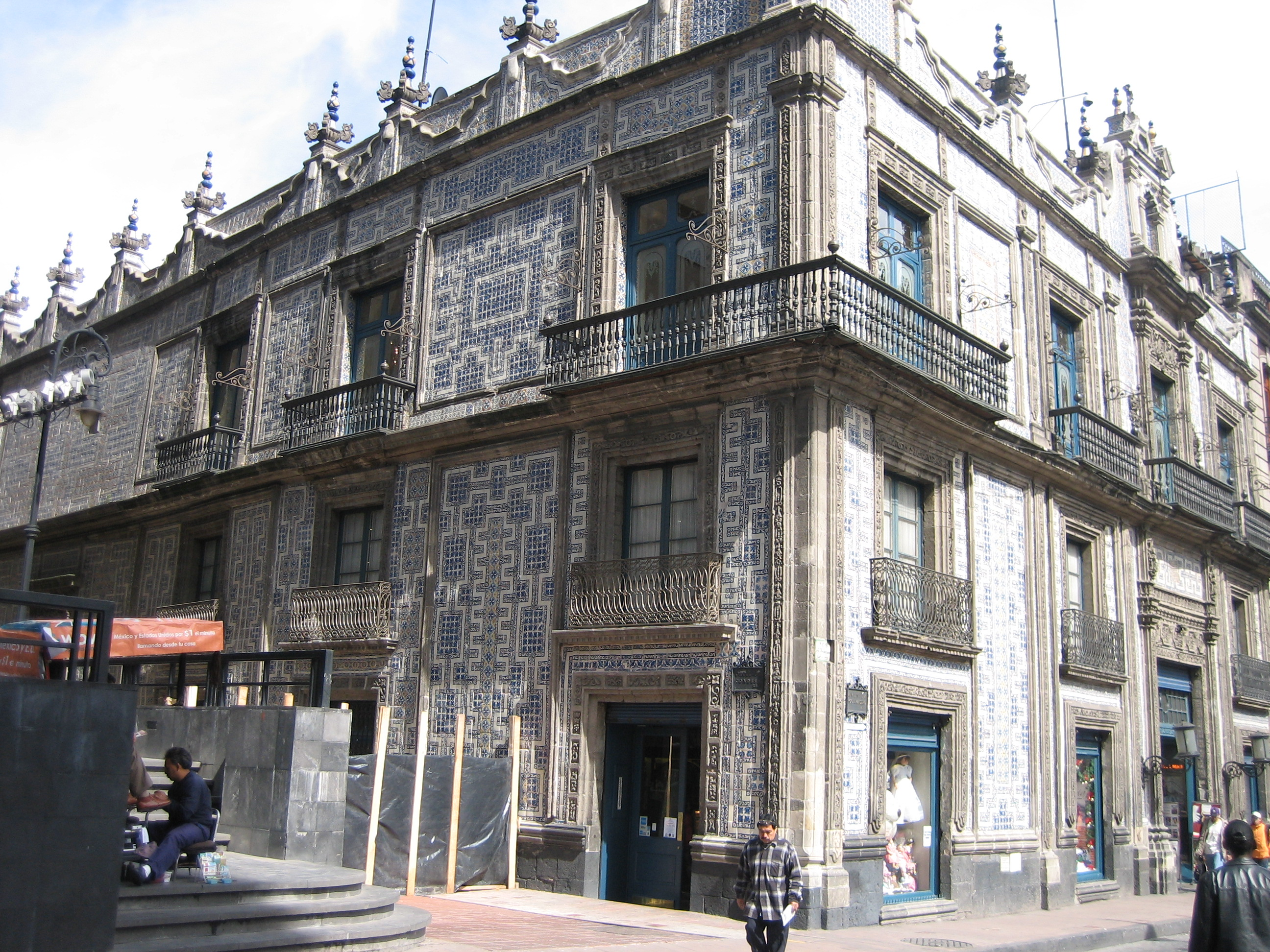
La Casa de los Azulejos

La cathédrale métropolitaine de Mexico, construite du XVIe au XIXe siècle (1813), et qui réunit les divers styles de l'époque du vice-royaume : classique, baroque, churrigueresque, Renaissance et néo-classique.
Le Palais national, siège du pouvoir exécutif du Mexique, et l'hôtel de ville de Mexico, tous deux donnant sur la place de la Constitution.

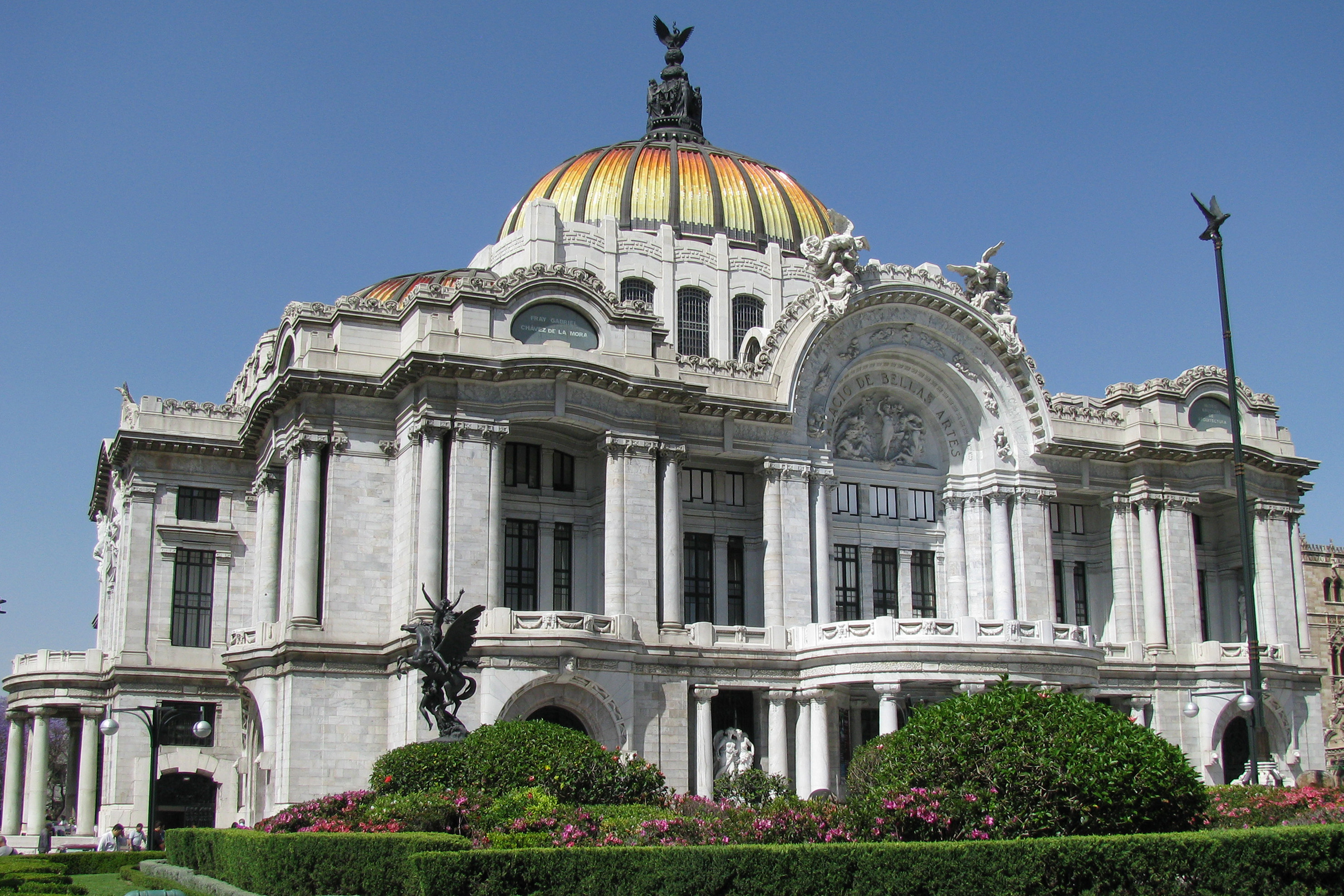
Palacio de Bellas Artes.

L'Alameda Central, on voit des exemples l'architecture porfirienne.
Le Museo Nacional de Arte et le Palacio de Minería (es), édifice de style néo-classique.
Le Palacio de Minería, le Palais postal (es).
Le Palacio de Bellas Artes,  la Torre Latinoamericana.

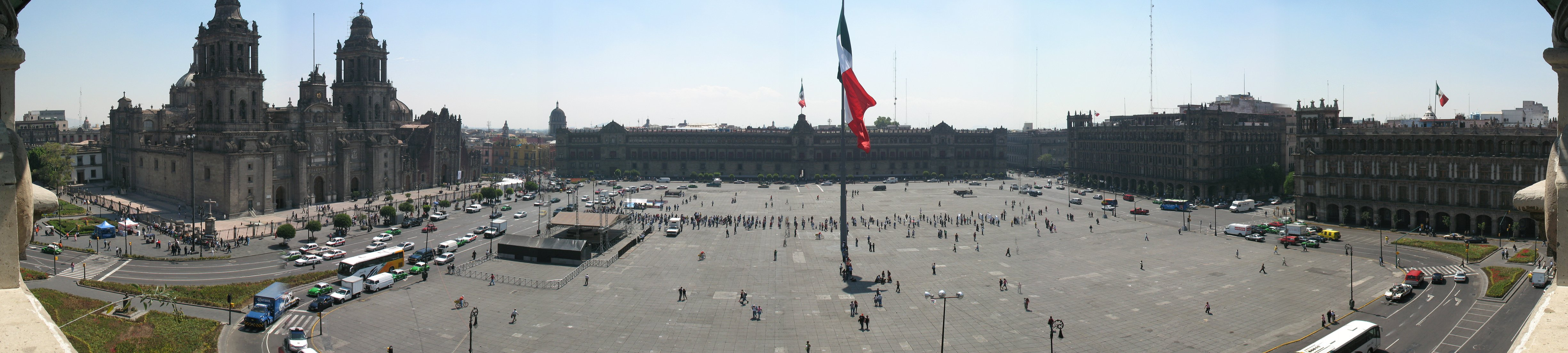
Vue panoramique de la place de la Constitution et du Palais présidentiel.

## Quelques autres sites

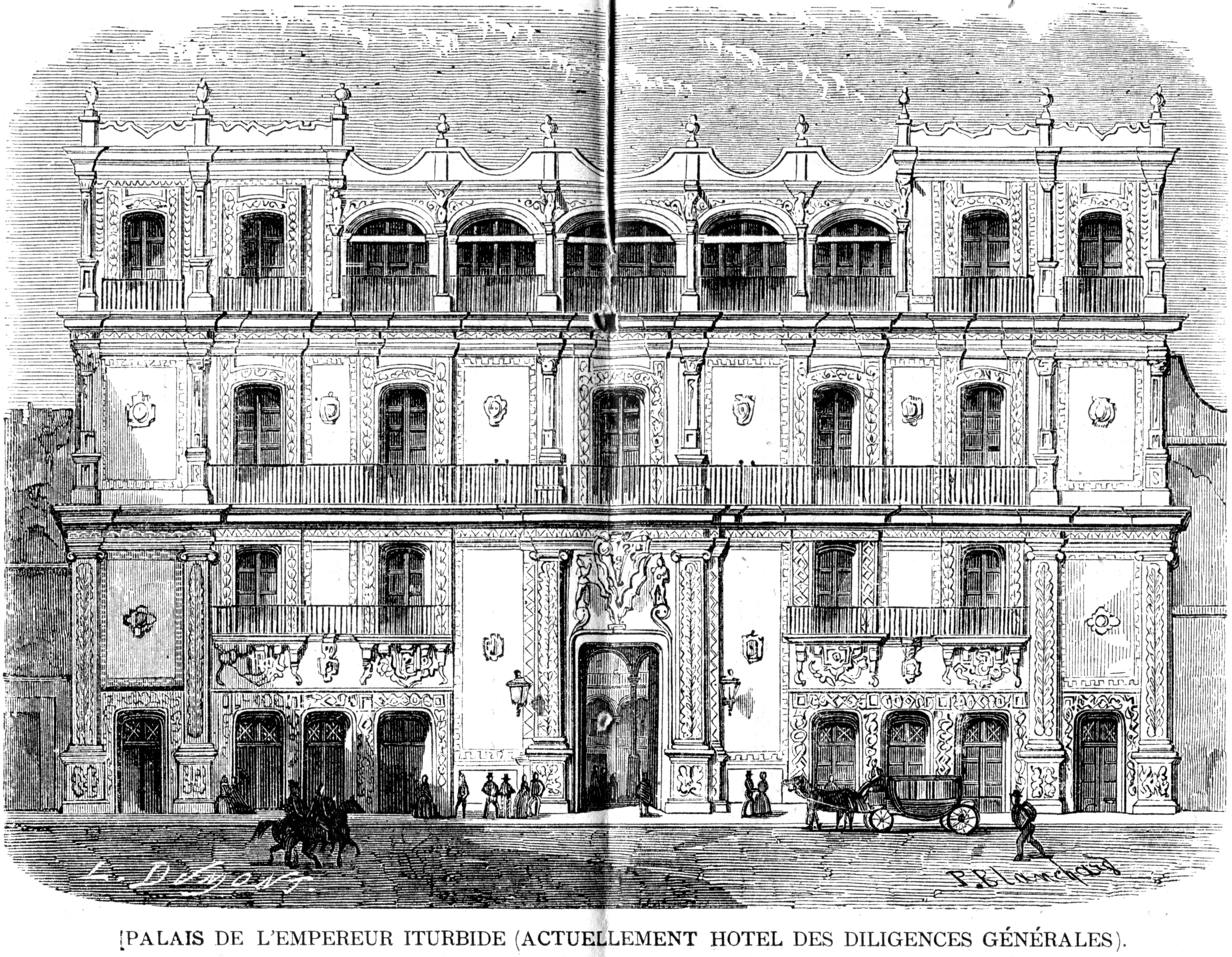
Palais de l'Empereur Iturbide (L'Illustration, 1862

1. Templo Mayor, juste derrière la cathédrale
2. Cour suprême de justice de la Nation
3. Place Santo Domingo (es)
4. Templo de La Enseñanza, église baroque de la fin du XVIIIe siècle
5. Ancien Collège de San Ildefonso
6. Académie San Carlos
7. Mercado de La Merced (es)
8. Museo de la Ciudad de México
9. Convento de San Jerónimo (Ciudad de México) (es)
10. Ex-couvent San Agustín
11. Église San Francisco
12. Palais d'Iturbide (es), dont la façade est de style baroque
13. Casa de los Azulejos (es), dont la façade est couverte de carreaux de faïence « de Puebla »
14. Ancien hôtel de ville (es), siège du gouvernement du district fédéral (es)
15. Jardin de la Triple-Alliance
16. Théâtre municipal Esperanza Iris (es)